# Rivanjski kanal sa Sestricama
Rivanjski kanal sa Sestricama este o arie protejată (sit de importanță comunitară — SCI) din Croația întinsă pe o suprafață de 1.110,75 ha, integral marine.

## Localizare
Centrul sitului Rivanjski kanal sa Sestricama este situat la coordonatele 44°10′04″N 15°00′12″E / 44.167664°N 15.00324°E.

## Înființare
Situl Rivanjski kanal sa Sestricama a fost declarat sit de importanță comunitară în iulie 2013 pentru a proteja un număr necunoscut de specii din flora spontană și fauna sălbatică aflate în arealul zonei.

## Biodiversitate
Situată în ecoregiunea marină mediteraneană, aria protejată conține 2 habitate naturale: Straturi cu Posidonia (Posidonion oceanicae), Recifuri.
La baza desemnării sitului se află un număr nedeclarat de specii protejate.